# Bautzner Straße
Die Bautzner Straße in Dresden ist eine Ausfallstraße in östlicher, der Stadt Bautzen zugewendeter Richtung. Sie beginnt am Albertplatz und verläuft durch die Äußere Neustadt, die Radeberger Vorstadt und Loschwitz. Ab der Einmündung der Schillerstraße führt sie als Bautzner Landstraße durch den Weißen Hirsch und Bühlau. Diese Einmündung an der Mordgrundbrücke ist auch fast genau der Mittelpunkt der insgesamt etwa acht Kilometer langen Strecke Bautzner Straße/Bautzner Landstraße. Sie gehört auf ihrer gesamten Länge zur Bundesstraße 6 und ist Verkehrsweg der Straßenbahnlinie 11.

## Geschichte
Teile der alten Radeberger Straße führten vom Schwarzen Tor, einem Teil der Befestigungsanlagen von Altendresden, am späteren Albertplatz über die obere Prießnitzbrücke zum Fischhaus in der Dresdner Heide. Parallel dazu verlief die stärker befahrene Stolpener Straße über die untere Prießnitzbrücke zum Meisenberg. Von 1783 bis 1786 wurde sie als Schutz vor Hochwasser ab dem Linckeschen Bad höher gelegt. In der Mitte des 18. Jahrhunderts wurde der Abschnitt vom Schwarzen Tor bis zum Gasthof „Zum Goldenen Löwen“ (Einmündung der Löwenstraße) und der sich anschließenden Holzhofgasse als „Neue Straße“ und dann als Bautzner Straße bezeichnet. Ab dem Jahr 1855 wurde zwischen der Inneren Bautzner Straße in der Antonstadt und der Äußeren Bautzner Straße in Loschwitz unterschieden. Nach der Eingemeindung von Loschwitz wurde die gesamte Straße ab dem Jahr 1921 als Bautzner Straße bezeichnet.
Von 1785 bis 1787 kaufte Graf Camillo Marcolini Grundstücke an der Bautzner Straße auf dem „Neuen Anbau“, um ein landwirtschaftliches Mustergut nach englischem Vorbild zu errichten. Angebaut wurden Obst, Hopfen und Feldfrüchte sowie versuchsweise Zitrusfrüchte und Maulbeerbäume. Den Mittelpunkt bildete das Vorwerk oder die Meierei auf dem Gelände der Posernschen Kugelgießerei, die sich seit 1764 dort befand, aber durch die Verlegung der Bautzner Straße wieder aufgegeben wurde. Auf dem Gelände errichtete Johann Daniel Schade ein neugotisches Jagdhaus für Marcolinis schottische Ehefrau. Dieses trug bald den Namen „Waldschlößchen“. Der Name übertrug sich auf das umliegende Gelände. 1838 wurde auf dem Waldschlösschenareal die gleichnamige Brauerei gegründet.
Der Maler Gerhard von Kügelgen wurde im März 1820 an der Bautzner Straße auf dem Heimweg von seinem Atelier in Loschwitz ermordet.
Im Jahr 1846 bezog die Diakonissenanstalt Dresden nahe der Prießnitzmündung auf dem ehemaligen „Schenkschen Grundstücke“ neue Gebäude. 1856 wurde die Anstaltskirche erbaut, Erweiterungen folgten 1890 und 1912/1913. Im Jahr 1880 eröffnete gegenüber der Diakonissenanstalt in der Bautzner Straße 79 Pfunds Molkerei.
Im Jahr 1865 fand an den Elbwiesen unterhalb des Waldschlösschenareals das erste Deutsche Sängerbundfest statt.
Die Choreografin Mary Wigman begründete 1920 in der Bautzner Straße 107 eine Tanzschule. Wigman arbeitete und lebte in dem Haus bis zum Jahre 1943. 1942 wurde die Schule von den Nationalsozialisten geschlossen. Heute befindet sich in diesem Gebäude die Studiobühne der Semperoper, „Semper Kleine Szene“, mit 99 Sitzplätzen. An Mary Wigmans Wirken erinnert eine Gedenktafel am Haus.

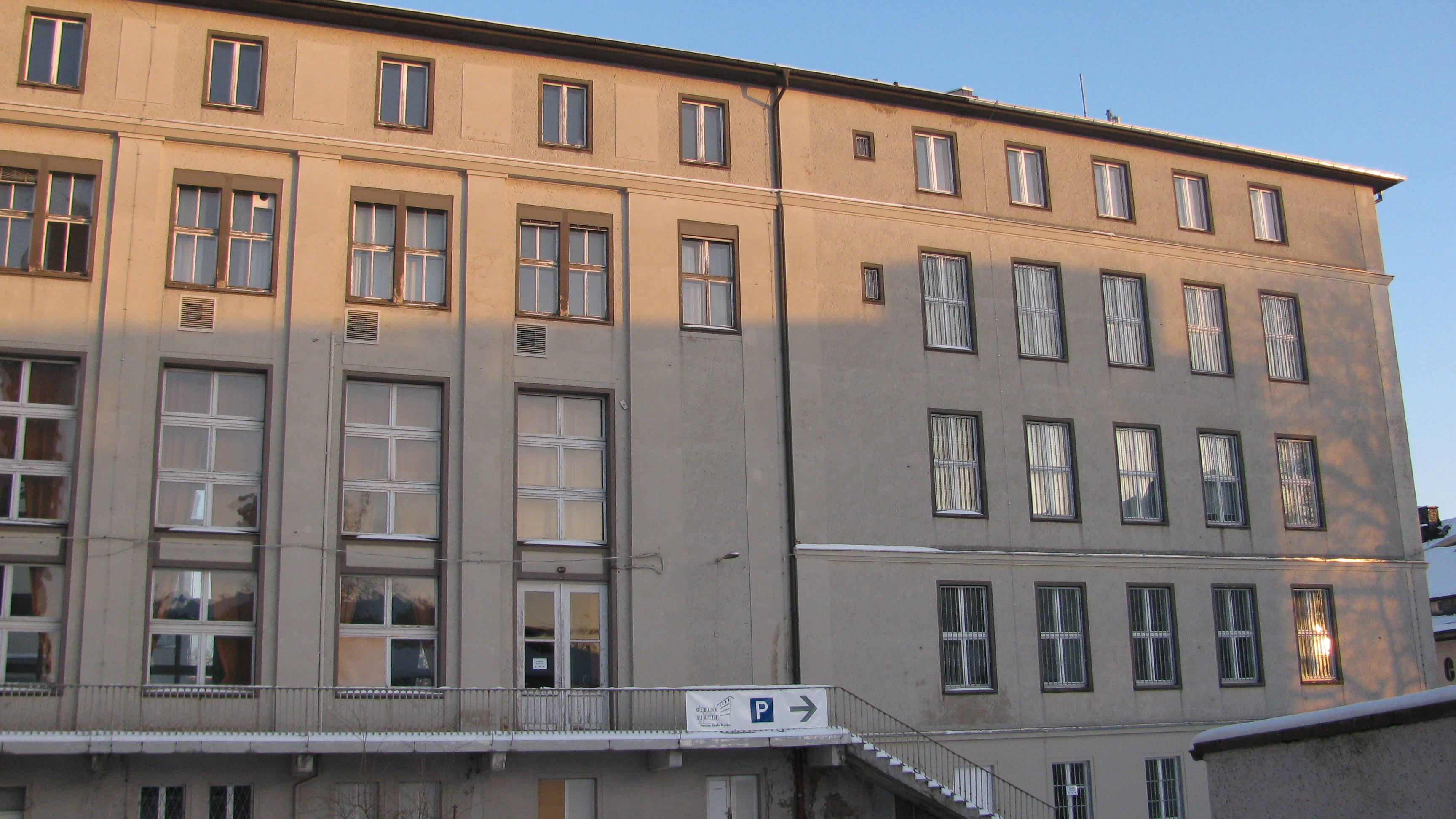
Gedenkstätte Bautzner Straße

Zu DDR-Zeiten befanden sich die Bezirksverwaltung der Staatssicherheit für den Bezirk Dresden sowie eine Untersuchungshaftanstalt auf der Bautzner Straße; dort ist heute die Gedenkstätte Bautzner Straße Dresden.
Anfang der 1990er Jahre begann die Bebauung des Waldschlösschenareals mit Wohn- und Geschäftshäusern. Von 2007 bis 2013 wurde in Höhe der Einmündung der Waldschlößchenstraße die Waldschlößchenbrücke gebaut.

## Bebauung
Am stadtseitigen Beginn der Bautzner Straße stand von 1873 bis zum Abbruch der Ruine 1950 das Albert-Theater. An der Einmündung der Glacisstraße steht eine Barockvase aus der Zeit um 1750. Diese stand ursprünglich auf dem Bautzner Platz, dem heutigen Albertplatz. Nahe dem Albertplatz befindet sich die Kronenapotheke, sie ist Dresdens älteste noch betriebene Apotheke.
An der Straße stehen bedeutende Villenbauten, so zum Beispiel die Grützner-Villa an der Bautzner Straße 17 nahe dem Albertplatz. Diese Villa entstand in der heutigen Form 1897, 1994 wurde sie restauriert. Weitere dieser Dresdner Villen sind entlang der Bautzner Straße vor allem im Preußischen Viertel zu finden. Zwei Wirtschaftsbauten und das Torhaus von Marcolinis Vorwerk in der Bautzner Straße 96 wurden 1856 zu einer Villenanlage mit elbseitigem Park umgebaut. Die Rundbogenreliefs stammen von Franz Pettrich. Das Gebäude wurde 1945 teilweise zerstört und verfiel zu DDR-Zeiten. Von 1991 bis 1992 wurde es rekonstruiert. Heute befinden sich darin medizinische Einrichtungen und ein Restaurant.
Das Turmhaus Bautzner Straße 82 und die Tudor-Villa Bautzner Straße 125 wurden im Tudorstil errichtet, der über Böhmen und Preußen nach Dresden gelangte.
In den 1930er Jahren wurde in Höhe des Waldschlösschenareals ein Aussichtspavillon errichtet.
Am ansteigenden Teil der Bautzner Straße entlang der Dresdner Heide bis zur Mordgrundbrücke befinden sich die ausgedehnten Parkanlagen der drei Elbschlösser: Schloss Albrechtsberg, Lingnerschloss und Schloss Eckberg.

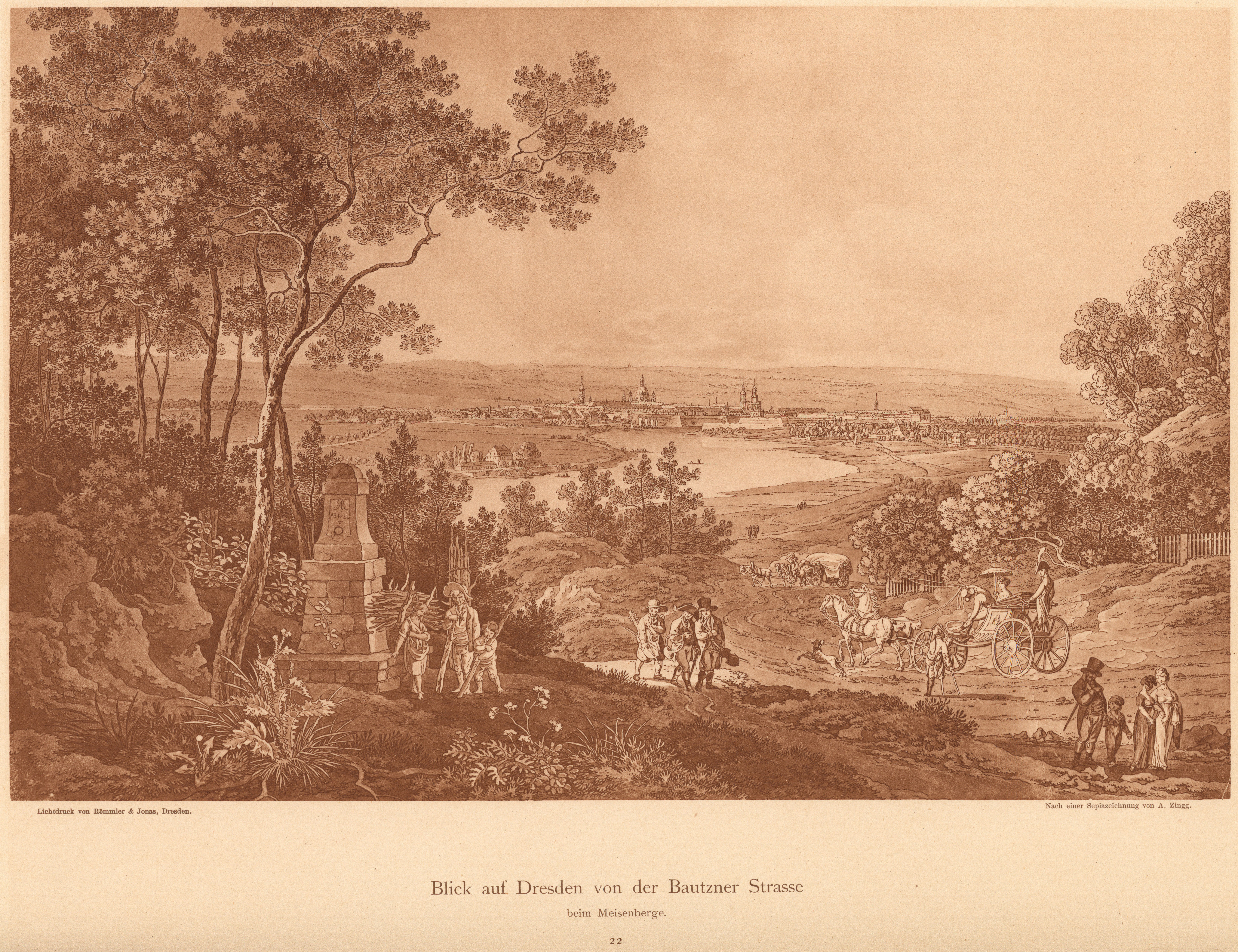
Blick auf Dresden von der Bautzner Strasse zu Anfang des 19. Jh.

## Holzhofgasse

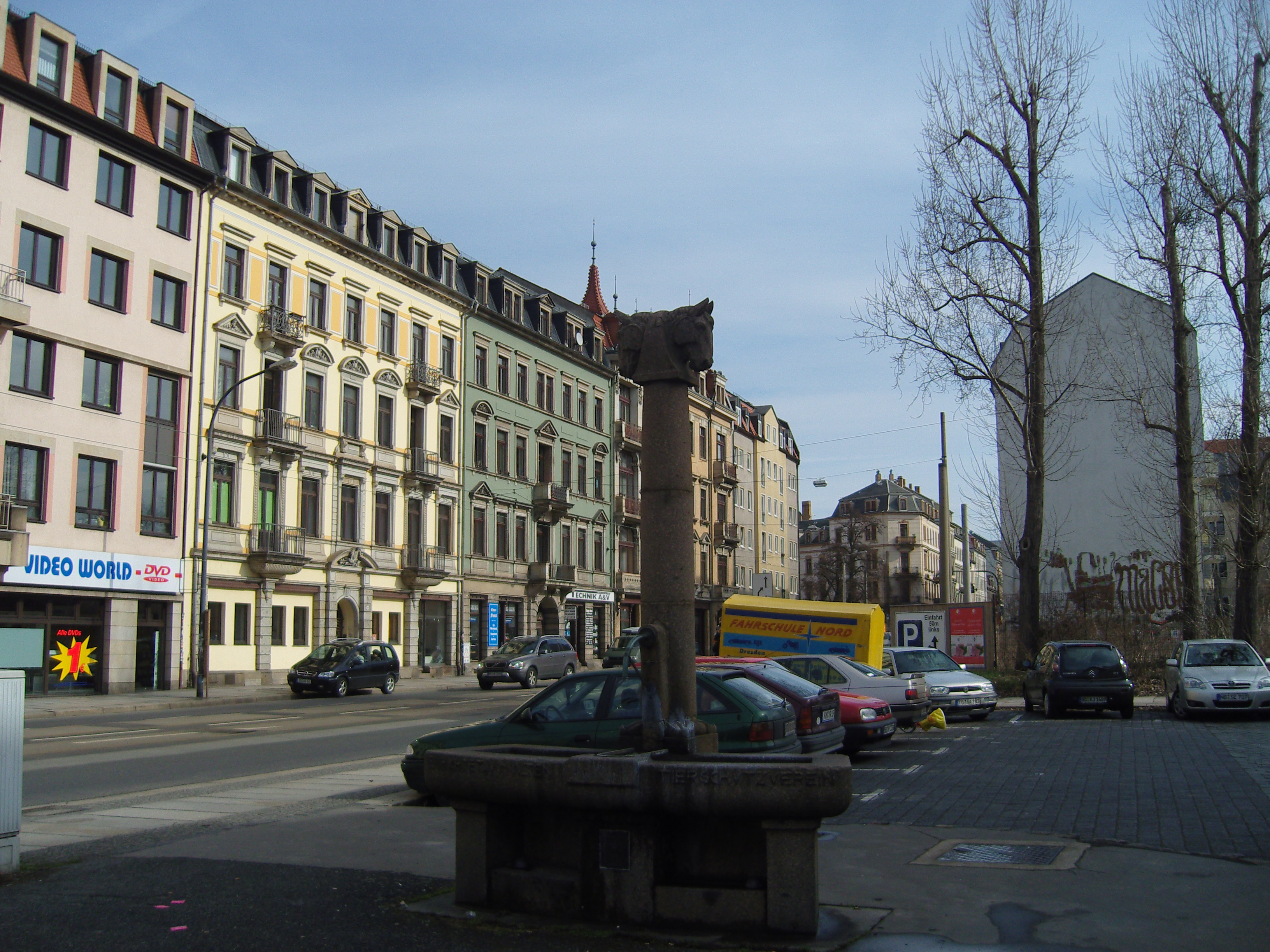
Pferdetränkbrunnen an der Kreuzung Holzhofgasse

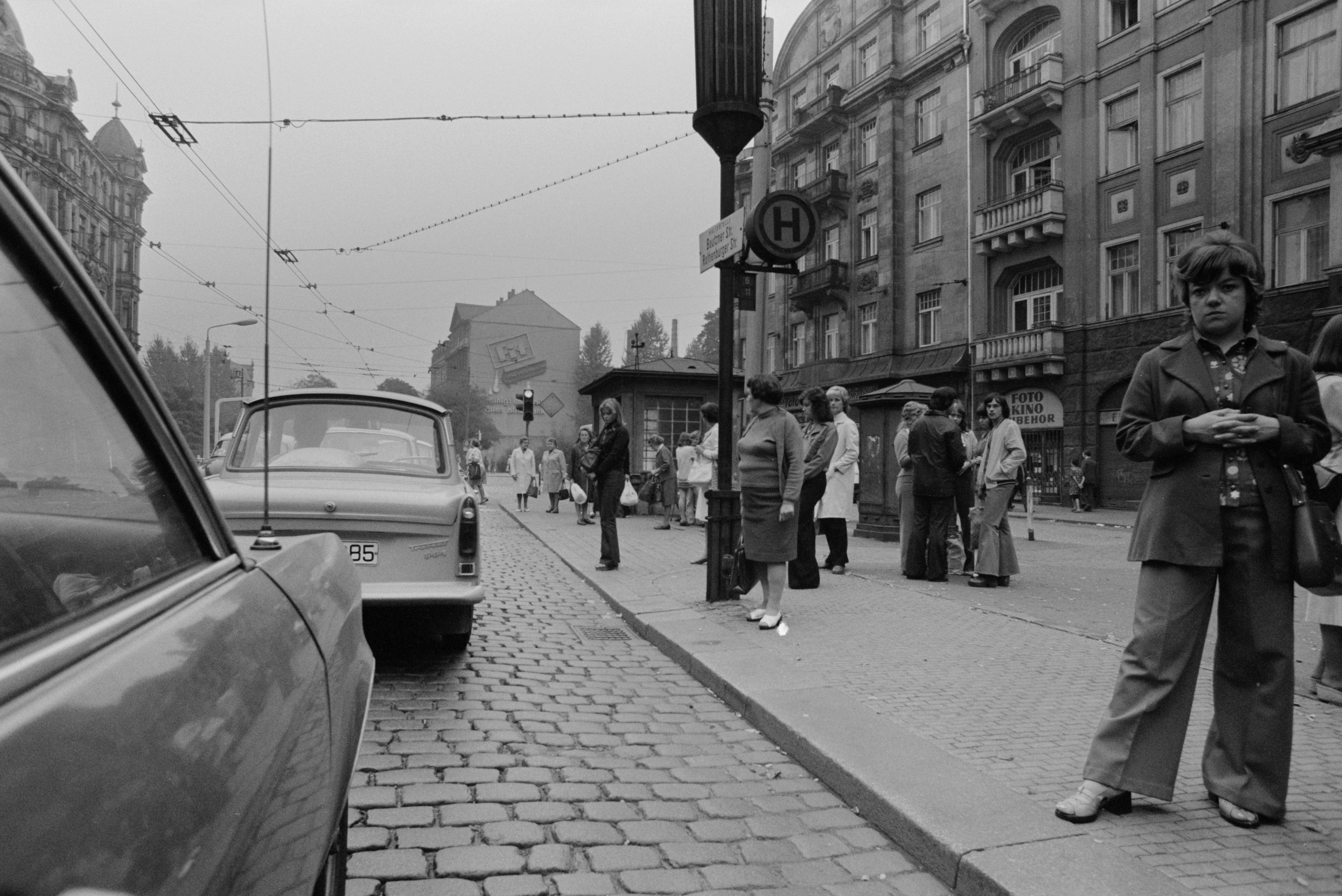
Straßenbahnhaltestelle Bautzner Straße / Rothenburger Straße 1975

Die Holzhofgasse war ursprünglich ein Teilabschnitt der Bautzner Straße. Ab 1823 wurde sie als Altbautzner Straße bezeichnet. Seit 1839 trägt sie den Namen Holzhofgasse nach dem kurfürstlichen Holzhof, der sich seit 1685 in der Nähe der Prießnitzmündung befand. 1871 wurde der Holzhof geschlossen. Auf seinem Gelände entstanden bis 1874 die Gebäude für das neugegründete Königliche Gymnasium Dresden-Neustadt, eine staatliche höhere Schule für Jungen. Nach Zerstörung des Schulgebäudes infolge der Luftangriffe auf Dresden im Winter 1945 wurde das Gymnasium nicht wieder eröffnet.
An der Einmündung der Holzhofgasse in die Bautzner Straße steht der 1921 von Paul Polte geschaffene Pferdetränkbrunnen. Er besteht aus einem leicht gekrümmten Wasserbecken mit einer etwa zwei Meter hohen Stele mit zwei seitlich angebrachten Pferdeköpfen. Dieser Brunnen wurde im Auftrag des Tierschutzvereins errichtet, um die Pferde vor dem Anstieg nach Bühlau zu stärken.
An der Holzhofgasse lagen zahlreiche Villen wie das Wasserpalais auf Cosel, die Villa Rosa und das Schwanenhaus. Diese Gebäude wurden jedoch bei den Luftangriffen zerstört. Das Schwanenhaus als Teil der Diakonissenanstalt wurde wiederaufgebaut.
Das Schwanenhaus ist ein langgestreckter klassizistischer Bau mit Schwanenschmuck am Mittelgiebel auf dem Grundstück Holzhofgasse 8/10. Woldemar Hermann errichtete es 1826/1827 als ursprünglich zweigeschossigen Bau im Auftrag von Frédéric de Villers im ehemaligen Coselschen Garten. Es diente als Mietshaus für acht Familien. 1928 erwarb die Diakonissenanstalt das Haus und nutzte es als Feierabendheim. Nachdem es 1945 ausbrannte, wurde es von 1986 bis 1990 im historischen Stil aufgebaut und ist Bestandteil des Geriateriebaus der Anstalt.

## Diakonissenanstalt

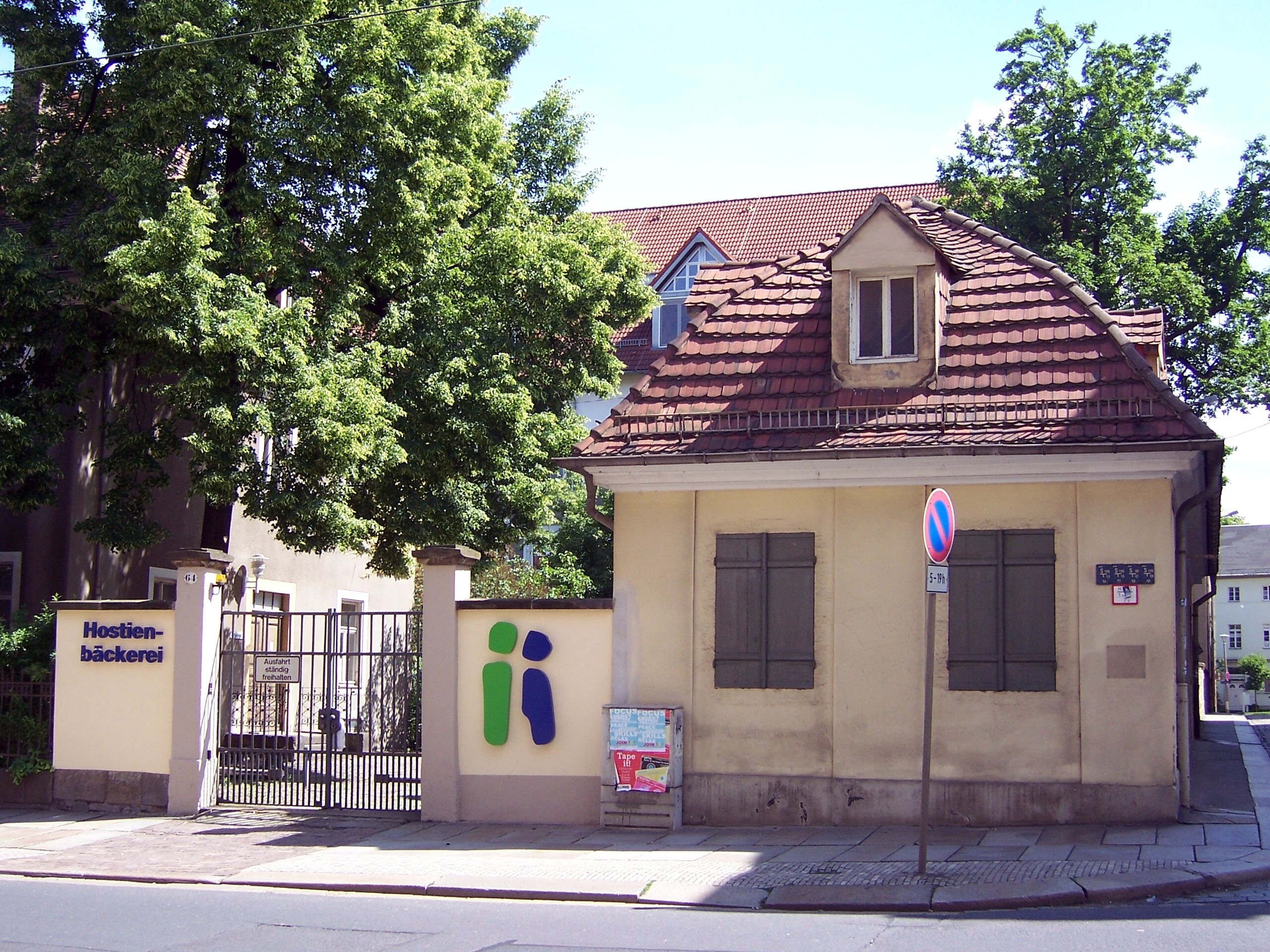
Hostienbäckerei der Diakonissenanstalt an der Bautzner Straße 64

Die Diakonissenanstalt Dresden wurde am 19. Mai 1844 unter der Leitung der Frau von Leipziger und der Gräfin Hohenthal-Königsbrück auf der Böhmischen Gasse 30 in der Antonstadt nach dem Muster von Kaiserswerth errichtet. Da auf der Neustädter Seite kein Krankenhaus bestand und der Weg zum Krankenhaus Friedrichstadt weit war, musste die Anstalt bald erweitert werden. Im Jahr 1846 bezog sie das ehemalige Schenksche Grundstück am heutigen Standort. Geleitet wurde es von den Doktoren Hedenus und von Ammon.

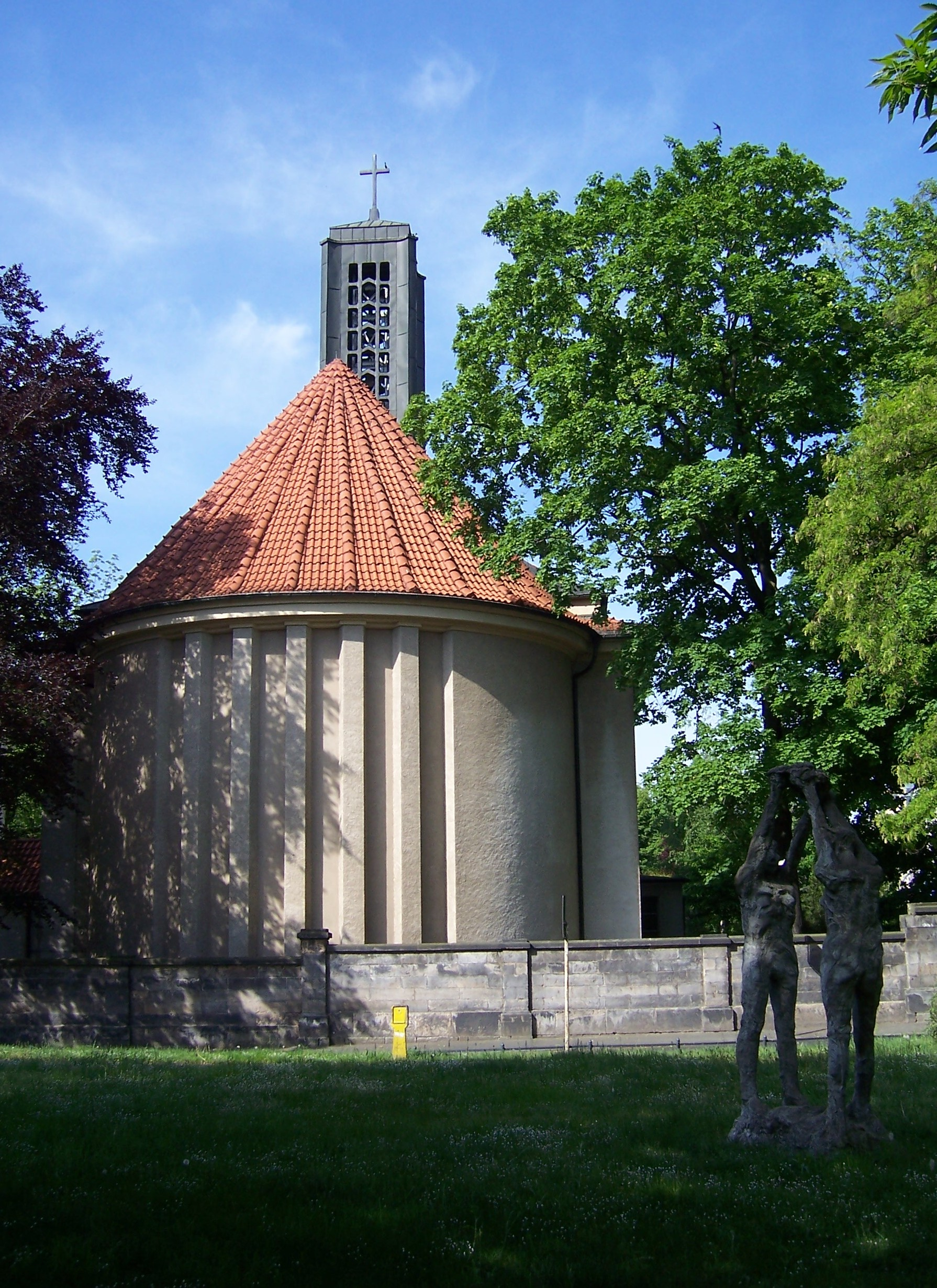
Diakonissenhauskirche

Im Jahr 1856 begann der Bau der Anstaltskirche, der vom Grafen Einsiedel gefördert wurde. Ein Jahr später wurde die Kirche geweiht. Erste Tochteranstalten wurden 1863 eröffnet, so die Diakonissenanstalt Bethesda in Niederlößnitz mit dem im Folgejahr eingerichteten Magdalenenasyl „Talitha kumi“, 1865 das Luisenstift und Häuser in Graal-Müritz und Bärenfels. Im Jahr 1867 trat die Diakonisse Minna Reichelt ein, die später die Dresdner Kleinkinderschule eröffnete.
Am 6. Oktober 1890 war Baubeginn für ein neues Krankenhausgebäude, das am 13. Oktober 1893 eröffnet wurde. Das Krankenhaus verfügte damals über 200 Betten. Bei weiteren Umbauten wurden Schwesternwohnungen und ein Isolierhaus für Patienten mit ansteckenden Krankheiten gebaut. In den Jahren 1912/1913 folgten Erweiterungsbauten für eine medizinische und chirurgische Abteilung, Abteilungen für Augen-, HNO- und Frauenkrankheiten sowie eine Röntgenabteilung. Von 1928 bis 1929 wurde die neue Diakonissenhauskirche (mit Glasreliefs von Oskar Fritz Beier) vom Architekturbüro Lossow & Kühne errichtet.
Bei den Luftangriffen auf Dresden im Februar 1945 wurden die Kirche und das Krankenhaus stark zerstört. Das Krankenhaus wurde wieder aufgebaut und auch die Kirche bis 1962 von Oswin Hempel wiedererrichtet. Seit 1965 ist die Diakonissenanstalt Dresden Mitglied der Nagelkreuzgemeinschaft von Coventry. Das Krankenhaus wurde in drei Schritten 1967, 1980 und 1991 fertiggestellt, sowie das Krankenhaus 1998 durch einen Erweiterungsbau vergrößert.
Neben klinischer und ambulanter Betreuung gehören zur Anstalt auch Kinderbetreuungsstätten, ein Altenpflegeheim und eine Hostienbäckerei.

## Straßenverkehr und Stau
Nach einer aktuellen Erhebung gehörte Dresden im Jahr 2021 mit zu den staureichsten Städten in Deutschland. Die Standzeit als Stauverweildauer in Dresden betrug in diesem Jahr durchschnittlich 41 Stunden pro Fahrzeug. Im Stauranking von Deutschlands Straßen landete die Bautzner Straße in Dresden auf Platz sechs. Die Staukosten für die Stadtverwaltung Dresden summierten sich auf 75 Millionen Euro in diesem Jahr.